# Giuditta Nicolodi
Giuditta Nicolodi (Rovereto, 10 gennaio 1995) è una cestista italiana.

## Statistiche

### Cronologia presenze e punti in nazionale
| Cronologia completa delle presenze e dei punti in Nazionale - Italia | Cronologia completa delle presenze e dei punti in Nazionale - Italia | Cronologia completa delle presenze e dei punti in Nazionale - Italia | Cronologia completa delle presenze e dei punti in Nazionale - Italia | Cronologia completa delle presenze e dei punti in Nazionale - Italia | Cronologia completa delle presenze e dei punti in Nazionale - Italia | Cronologia completa delle presenze e dei punti in Nazionale - Italia | Cronologia completa delle presenze e dei punti in Nazionale - Italia |
| Data                                                                 | Città                                                                | In casa                                                              | Risultato                                                            | Ospiti                                                               | Competizione                                                         | Punti                                                                | Note                                                                 |
| -------------------------------------------------------------------- | -------------------------------------------------------------------- | -------------------------------------------------------------------- | -------------------------------------------------------------------- | -------------------------------------------------------------------- | -------------------------------------------------------------------- | -------------------------------------------------------------------- | -------------------------------------------------------------------- |
| 10-2-2018                                                            | Borås                                                                | Svezia                                                               | 47 - 69                                                              | Italia                                                               | Qual. Euro 2019 - Girone H                                           | 0                                                                    | [ 1 ]                                                                |
| 14-2-2018                                                            | Pavia                                                                | Italia                                                               | 93 - 33                                                              | Macedonia del Nord                                                   | Qual. Euro 2019 - Girone H                                           | 2                                                                    | [ 2 ]                                                                |
| 18-8-2018                                                            | Vicenza                                                              | Italia                                                               | 74 - 37                                                              | W.F. Dem. Deacons                                                    | Amichevole                                                           | 0                                                                    | [ 3 ]                                                                |
| 20-8-2018                                                            | Anglet                                                               | Francia                                                              | 74 - 43                                                              | Italia                                                               | Amichevole                                                           | 2                                                                    | [ 4 ]                                                                |
| 21-8-2018                                                            | Anglet                                                               | Francia                                                              | 74 - 53                                                              | Italia                                                               | Amichevole                                                           | 0                                                                    | [ 5 ]                                                                |
| 27-8-2018                                                            | La Spezia                                                            | Italia                                                               | 53 - 43                                                              | Israele                                                              | Amichevole                                                           | 0                                                                    | [ 6 ]                                                                |
| 17-11-2018                                                           | Slavonski Brod                                                       | Croazia                                                              | 52 - 64                                                              | Italia                                                               | Qual. Euro 2019 - Girone H                                           | 2                                                                    | [ 7 ]                                                                |
| 31-5-2019                                                            | Pordenone                                                            | Italia                                                               | 66 - 69                                                              | Ucraina                                                              | Amichevole                                                           | 3                                                                    | [ 8 ]                                                                |
| 1-6-2019                                                             | Ponzano Veneto                                                       | Italia                                                               | 99 - 77                                                              | Ucraina                                                              | Amichevole                                                           | 3                                                                    | [ 9 ]                                                                |
| 15-6-2019                                                            | Parma                                                                | Italia                                                               | 73 - 56                                                              | Bielorussia                                                          | Amichevole                                                           | 2                                                                    | [ 10 ]                                                               |
| 21-6-2019                                                            | Wevelgem                                                             | Belgio                                                               | 79 - 76                                                              | Italia                                                               | Amichevole                                                           | 0                                                                    | [ 11 ]                                                               |
| Totale                                                               |                                                                      | Presenze                                                             | 11                                                                   |                                                                      | Punti                                                                | 14                                                                   |                                                                      |

## Palmarès
- Campionato italiano: 1

Reyer Venezia: 2023-2024
●  Supercoppa italiana: 1
Reyer Venezia: 2024
- Campionato italiano di Serie A2: 1

Reyer Venezia: 2012-2013
- Coppa Italia di Serie A2: 1

Reyer Venezia: 2013